# Julien Ielsch
Julien Ielsch (Belfort, 5 marzo 1983) è un ex calciatore francese, di ruolo difensore.

## Carriera

### Club
Il 1º luglio 2015 viene acquistato a titolo definitivo dalla squadra francese dell'Amiens.